# Parque nacional de Sus-Masa
El Parque nacional de Sus-Masa se encuentra situado en la región de Sus-Masa y ocupa una franja costera al sur de la ciudad de Agadir, Marruecos.

## Reglamentación
El parque nacional de Sus-Masa se creó el 8 de agosto de 1991. En 1998 se le dota de un texto regulador para su gestión.

## Geografía y geología
El parque nacional ocupa una estrecha franja con una superficie de 33 800 ha de costa atlántica, entre Agadir al norte y Aglou en la provincia de Tiznit al sur. Su territorio se reparte entre las prefecturas de Agadir Ida-Outanane y de Inezgane-Aït Melloul y las provincias de Chtouka-Aït Baha y de Tiznit.
Constituye la zona más baja del valle del Souss, una gran cuenca triangular que se extiende entre el Alto Atlas, el Anti-Atlas y el océano Atlántico. La superficie del área es ondulada y los ríos Souss y Massa forman, en este tramo bajo, valles poco profundos que desembocan en una costa relativamente recta.
El terreno es en su mayor parte de origen sedimentario, cuaternario, con dunas vivas o fijas y areniscas y depósitos aluviales con afloramientos de costras calizas en varios puntos del parque.
A causa de los embalses aguas arriba, el caudal es, en general, reducido para ambos ríos, lo que hace que el aporte de arenas por el mar sea superior a la capacidad de los ríos para despejar la desembocadura, por lo que hay una tendencia a la formación de barras litorales, que en el caso del río Massa forman una laguna incomunicada. En casos de fuertes lluvias, además de la lógica crecida se produce la necesidad de aliviar los embalses y la barra litoral se rompe, como ocurrió en 1996 y 2010.
La costa es básicamente acantilada, si bien existen playas principalmente al norte, entre las desembocaduras de ambos ríos. En estas zonas existen cordones dunares litorales, en ocasiones fijados artificialmente mediante plantaciones vegetales.

## Clima

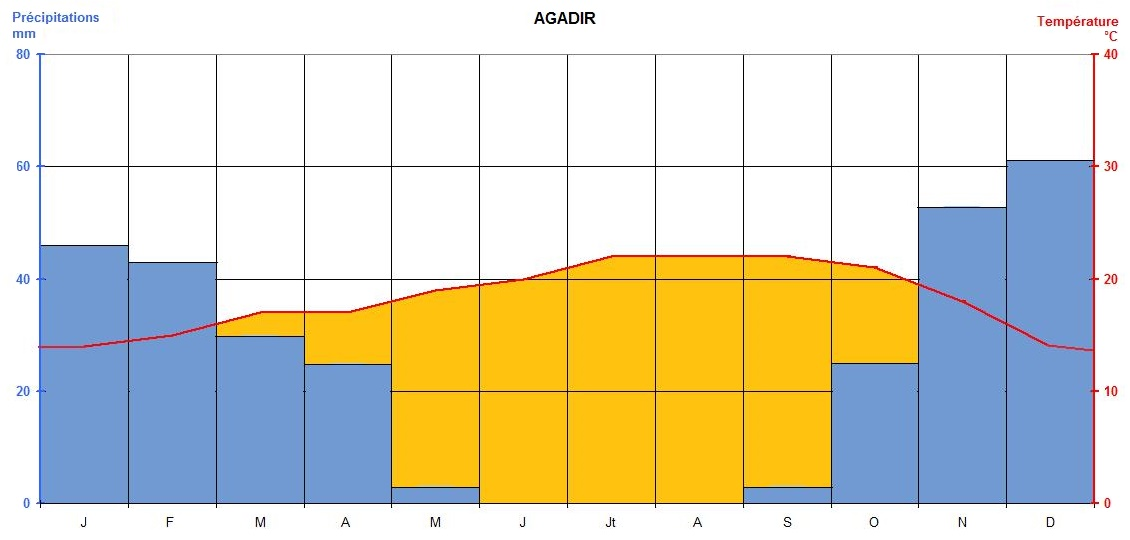
Diagrama ombrotérmico de Agadir.

El clima en la región está dominado por la proximidad del océano y la corriente fría de Canarias que suaviza los contrastes de temperaturas y por los vientos dominantes: por un lado los alisios que soplan de desde el noroeste, y por otro el chergui (árabe: šarqīa شرقية, oriental, que constituye la calima en Canarias) o siroco que sopla de forma esporádica.
El viento continuo y la latitud reducida hacen que la evapotranspiración sea elevada, por lo que se trata de una zona de déficit hídrico.
En Agadir, las precipitaciones promedian 250 mm anuales, con las lluvias concentradas entre noviembre y marzo. La insolación alcanza los 340 días al año, pero las brumas son frecuentes.
La amplitud térmica es escasa debido a la influencia oceánica, y las temperaturas medias son de 14-16 °C en enero y 19-22 °C en julio. Durante los episodios de viento del este, las temperaturas superan los 40 °C con un récord de 51,7 °C.
Desde el punto de vista bioclimático, el área se encuentra en el inframediterráneo semiárido.
| Mes               | E    | F    | M    | A    | M    | J    | Jl   | A    | S    | O    | N    | D    | Total |
| T.ª mín.(°C)      | 8,6  | 10,4 | 11,7 | 12,6 | 14,4 | 16,7 | 18,3 | 18,7 | 18,4 | 16   | 13,3 | 9,7  | 14    |
| T.ª máx.(°C)      | 20,2 | 21,1 | 22,4 | 22,1 | 22,7 | 23,9 | 25,4 | 25,8 | 26,7 | 25,3 | 23,6 | 21,3 | 23,2  |
| Precipitación(mm) | 36   | 38   | 33   | 23   | 3    | 0    | 0    | 0    | 1    | 24   | 32   | 38   | 228   |

## Biodiversidad
La biodiversidad de la región de Sus-Masa es particularmente interesante por la combinación de especies  paleárticas y afrotropicales, pero también por una componente endémica muy interesante. En particular es interesante que numerosos endemismos macaronésicos cuentan también con representantes en esta región. Así, el género de curculiónidos Laparocerus sólo presenta una especie fuera de la Macaronesia y es precisamente en esta zona. Algo semejante ocurre con el género Aeonium, con Traganum moquinii, Pulicaria burchardii y así hasta un total de 28 endemismos comunes entre Canarias y la costa más cercana e incluso con algunas comunidades vegetales. Toda la región constituye el que se ha llamado enclave macaronésico africano.

### Flora y vegetación

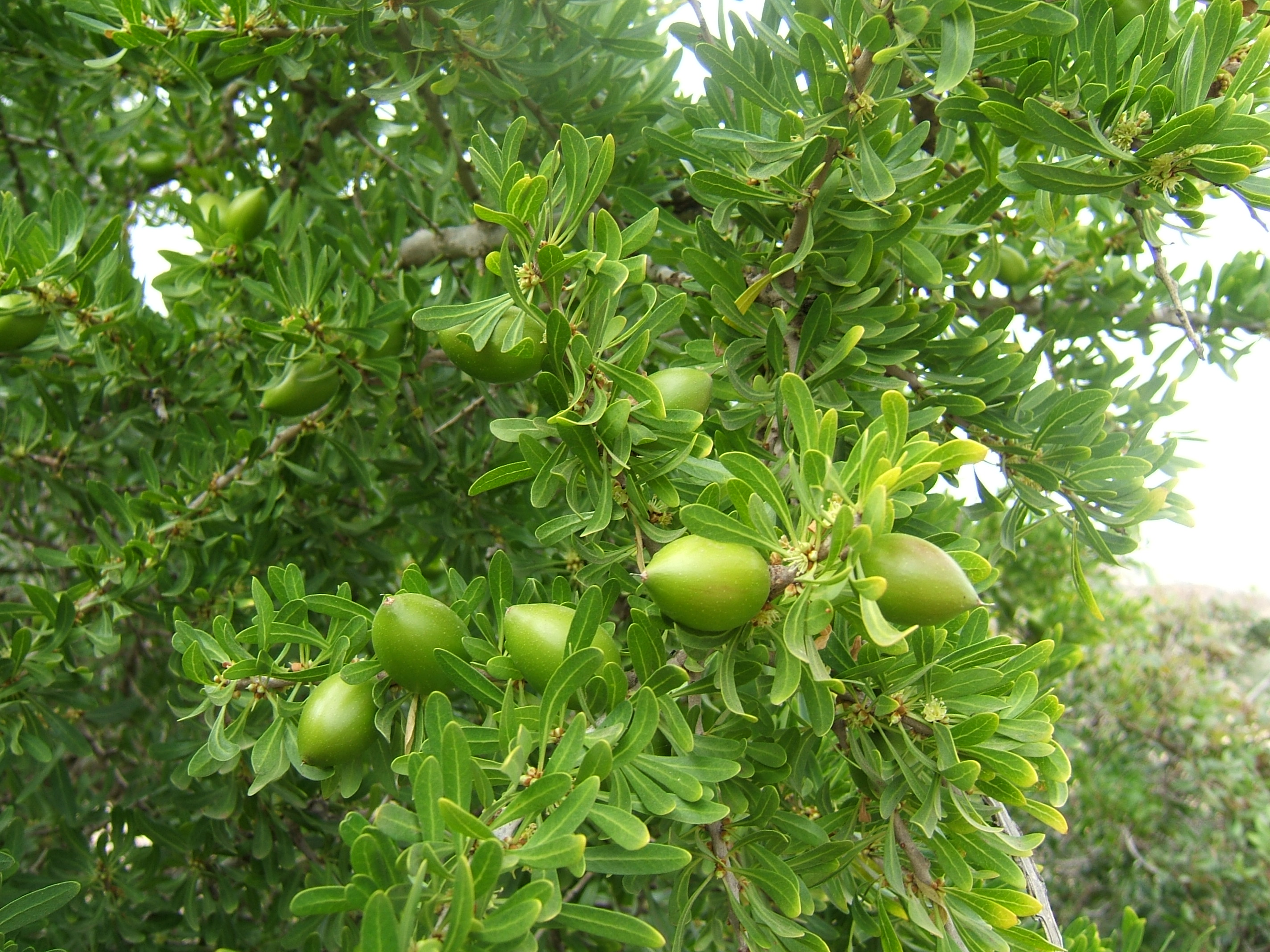
El Argán (Argania spinosa), árbol emblemático del parque

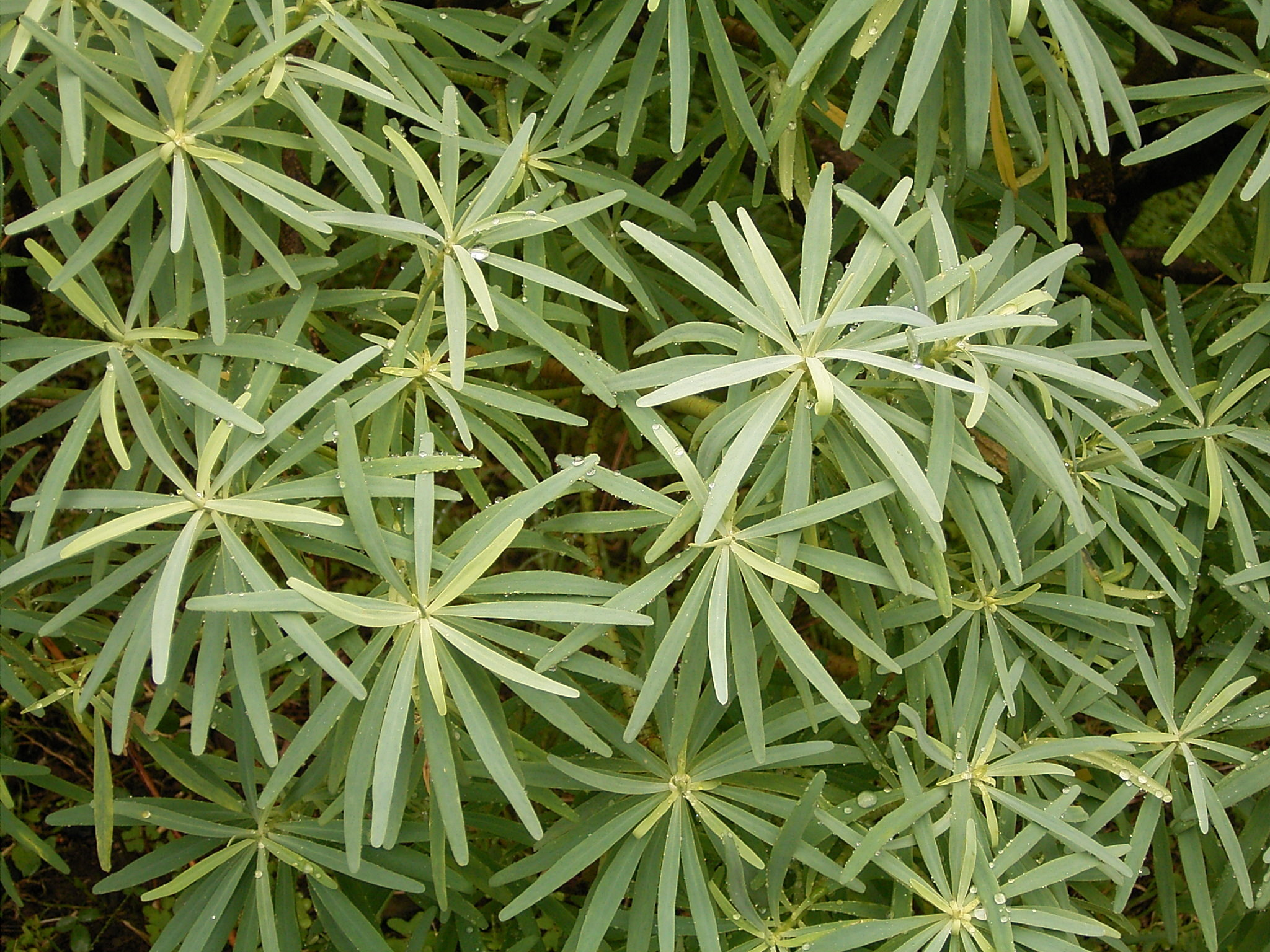
Euphorbia regis-jubae

El área en la que se encuentra el parque nacional forma parte de dos ecorregiones: bosque seco mediterráneo y matorral suculento de acacias y erguenes (PA1212) y estepas y bosques nord-saharianos (PA1321). La fitosociología de estas formaciones fue descrita en una monografía por Rivas Goday y Esteve Chueca.
La vegetación en la mayor parte del parque es esteparia, con especies de escaso porte como Ononis natrix y Helianthemum confertum, pero también hay áreas con Retama monosperma. En algunas áreas arenosas las dunas han sido fijadas mediante plantaciones poco densas de Eucaliptus y especies introducidas de Acacia. En algunas zonas existen cultivos de cebada con una escasa productividad.
En las dunas costeras se encuentran comunidades psamófilas (propias de suelos arenosos) con especies como Euphorbia paralias o Polygonum maritimum. En ellas aparece también Traganum moquinii. Allí donde el sustrato es más rocoso, aparece el argán Argania spinosa y varias especies de euforbias arborescentes (Euphorbia regis-jubae) y cactiformes (Euphorbia echinus) junto a Kleinia anteuphorbium que constituyen, en su conjunto, un paisaje espectacular, análogo a los tabaibales y cardonales canarios. En las desembocaduras de los ríos Souss y Massa existen comunidades halófilas con Suaeda y Juncus y, en la de este último, cultivos de regadío, notablemente alfalfa. Existe un estudio sobre líquenes arenícolas y calcícolas en Marruecos que incluye información sobre algunas localidades incluidas en el parque nacional.

### Fauna

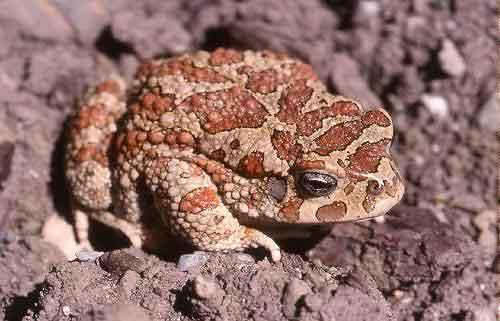
Sapo moruno (Bufo mauritanicus).

- Anfibios y reptiles: La herpetofauna es bastante diversa y se mezclan especies mediterráneas con especies tropicales, existiendo asimismo una importante componente endémica, notablemente a partir de taxones paleárticos.[11][12] Los anfibios están limitados a las zonas húmedas y no presentan una gran diversidad, lo que es habitual en zonas semiáridas. El sapo moruno (Bufo mauritanicus), el sapo verde (Bufo viridis) o la ranita de San Antonio (Hyla meridionalis) son especies corrientes. Como en todo Marruecos, la tortuga mora (Testudo graeca) es relativamente frecuente y en esta región corresponde a la subespecie T.graeca soussensis. El sustrato arenoso favorece la presencia de eslizones, entre los que se encuentran Eumeces algeriensis, Chalcides mionecton, Chalcides polylepis, Chalcides ocellatus y Sphenops sphenopsiformis. También aparecen el camaleón (Chamaeleo chamaeleon), el lagarto de cola espinosa (Uromastyx acanthinura) y la ágama Agama bibronii así como varias salamanquesas como Geckonia chazaliae, el gecko magrebí (Saurodactylus mauritanicus), la salamanquesa común (Tarentola mauritanica) y anfisbénidos como Blanus mettetali y la culebrilla mora (Trogonophis wiegmanni). Varios ofidios se cuentan entre la herpetofauna del parque, particularmente Psammophis schokari que es un elemento de la fauna tropical y que, al igual que la víbora bufadora (Bitis arietans), puede considerarse relictícticas. Otras especies de ofidios se encuentran ampliamente distribuidas en la cuenca mediterránea, como la culebra bastarda (Malpolon monspessulanus) o la de cogulla (Macroprotodon brevis).

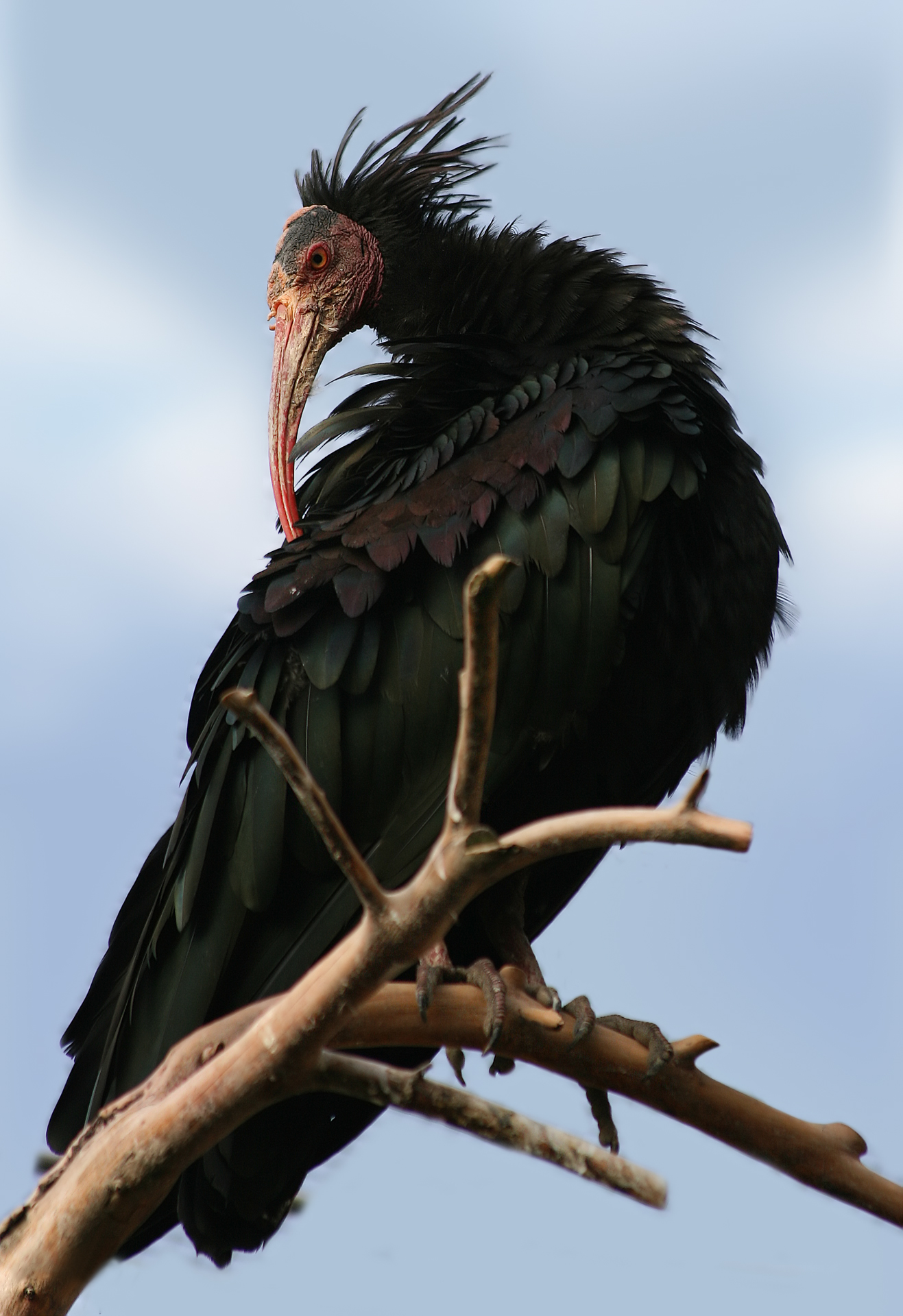
Ibis eremita (Geronticus eremita)

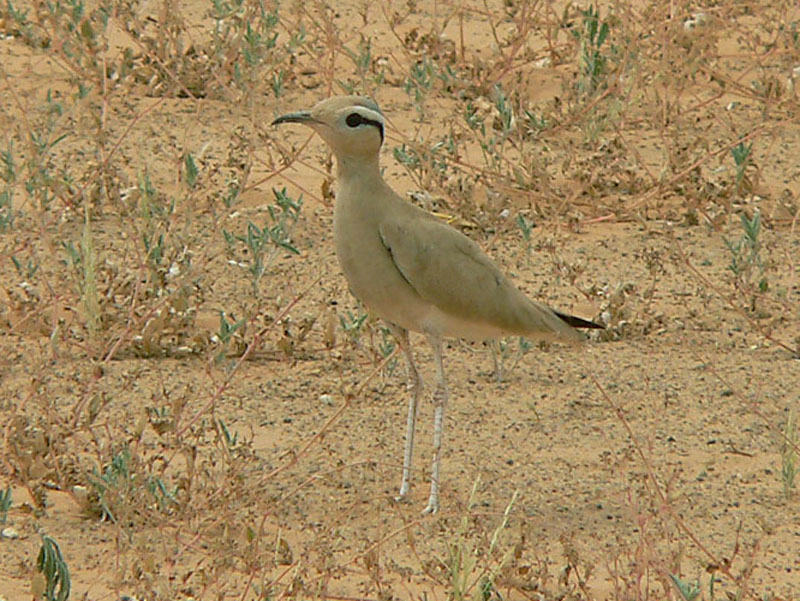
Corredor sahariano (Cursorius cursor)

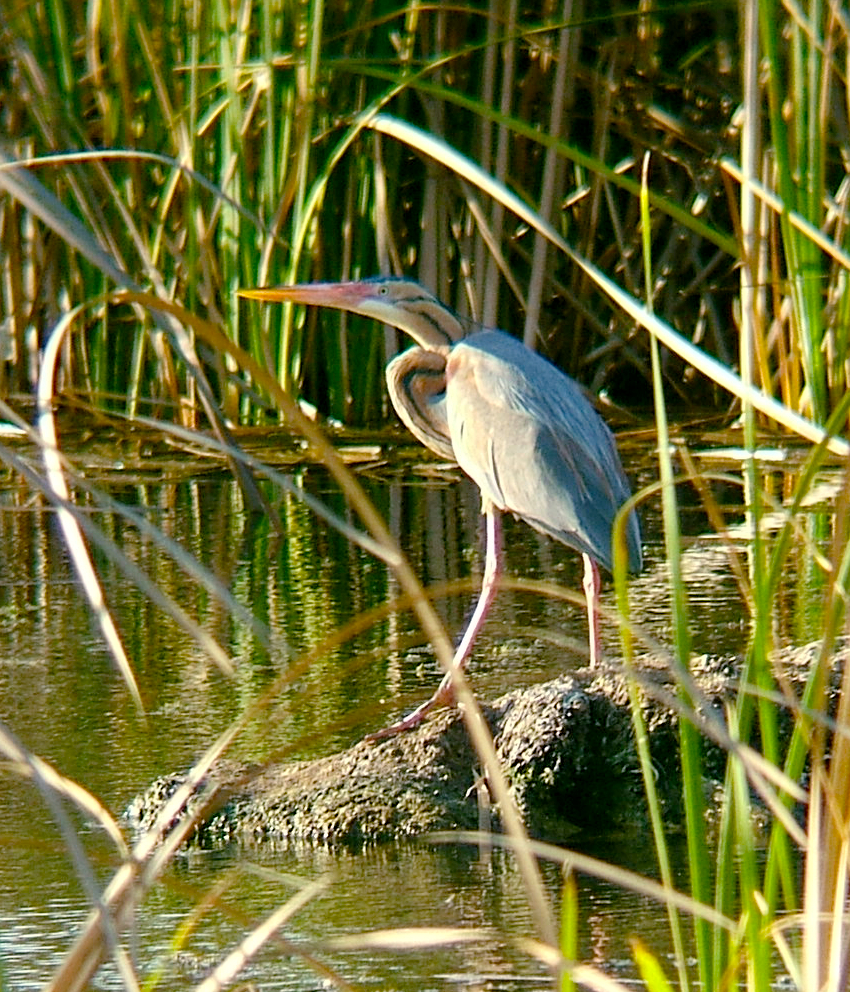
Garza imperial (Ardea purpurea) en el río Massa

- Aves: En cuanto a las aves, en el parque nacional se encuentra la última población viable de ibis eremita (Geronticus eremita), especie críticamente amenazada.[13] Esta constituye su principal valor y emblema del parque.[14][15] Se distribuye por varias subcolonias de pequeño tamaño, la mayor parte de ellas en el interior del parque, en acantilados costeros. Son muy sensibles a las molestias en las zonas de nidificación. Fuera de la época de reproducción, prácticamente todos los individuos de la región reposan en un solo dormidero de grandes dimensiones.[14][15] El seguimiento satelital de dos individuos ha demostrado la extremada importancia de esta área protegida para esta especie[16]

Sin embargo, otras muchas especies habitan en las estepas y matorrales semiáridos, como el alcaraván (Burhinus oedicnemus), corredor sahariano (Cursorius cursor) y algunos ejemplares de hubara (Chlamydotis undulata). Los hábitats esteparios del parque son aptos para una gran variedad de aláudidos, entre las que destaca en particular la alondra picogorda (Rhamphocoris clotbey).
También son frecuentes especies ligadas a matorrales como la chagra (Tchagra senegala), el colirrojo diademado (Phoenicurus moussieri), el alzacola (Cercotrichas galactotes), la subespecie endémica de urraca (Pica pica mauretanica) o el ubícuo bulbul naranjero (Pycnonotus barbatus). El chotacabras pardo (Caprimulgus ruficollis) se encuentra aquí en una de sus localidades de cría más meridionales. El francolín (Francolinus bicalcaratus) y la avutarda árabe (Ardeotis arabs) también han sido citadas hace unas décadas pero no recientemente.
En sus acantilados nidifica también el cormorán moñudo (Phalacrocorax aristotelis), la subespecie marroquí del cormorán grande (Phalacrocorax carbo), el halcón borní (Falco biarmicus), el halcón peregrino (Falco peregrinus) y el tagarote (Falco pelegrinoides), etc. También se ha citado el avión de pantano (Riparia paludicola), especie endémica, como nidificante en los acantilados.
Además, constituye un área de invernada o de paso migratorio para multitud de especies de aves: águila pescadora (Pandion haliaetus), diversas rapaces migratorias como varias especies de aguilucho o el halcón abejero (Pernis apivorus), etc.
En el parque se encuentran las desembocaduras de dos ríos que le dan nombre: El Oued Souss y el Oued Massa en las cuales se concentran gran cantidad de especies invernantes: flamenco rosa (Phoenicopterus roseus), morito (Plegadis falcinellus), la espátula común (Platalea leucorodia), gran variedad de anátidas, grulla común (Grus grus), limícolas, gaviota de Audouin (Larus audouinii), etc. Es la única localidad conocida de nidificación del morito en Marruecos y también anidan la cerceta pardilla (Marmaronetta angustirostris), especie vulnerable y la garza imperial (Ardea purpurea).
La avifauna invernante y nidificante en las desembocaduras, particularmente en la del Massa, dependen en gran medida del grado de comunicación del estuario con el mar, ya que este cambia las condiciones hidrológicas y de salinidad de las aguas, y, por tanto, las cualidades tróficas de los sitios.
En las desembocaduras de estos dos ríos se han podido observar que gran parte de las aves anilladas proceden de zonas húmedas ibéricas, como son Doñana, la laguna de Fuente de Piedra, del Sur de Francia, como de la Camarga o del Norte de Europa (Holanda, en el caso de las espátulas).
- Mamíferos: Entre los mamíferos, existen especies nativas de carnívoros como el meloncillo (Herpestes ichneumon), el gato silvestre africano (Felis silvestris lybica) o el zorro (Vulpes vulpes). El ratel (Mellivora capensis) ha sido citado[5] y debe de ser ocasional. Varios roedores son frecuentes, destacan entre ellos Atlantoxerus getulus, Gerbillus hoogstraali o Lemniscomys barbarus. Elephantulus rozeti es el único representante de los Macroscelideos en el norte de África.[5] El jabalí (Sus scrofa) es abundante, particularmente en las inmediaciones de la desembocadura del Massa. La esquiva gacela dorcas (Gazella dorcas) ha sido reintroducida. Otros ungulados han sido introducidos dentro de programas de conservación.

- Peces: No existen estudios específicos sobre los peces continentales, pero algunas especies como las lisas abundan en las aguas salobres de los estuarios.
- Invertebrados: Otros grupos son menos conocidos. Los escorpiones son un grupo bastante diverso, con Androctonus mauretanicus, Buthus occitanus, Scorpio maurus.[18] La región sufre periódicamente invasiones de la langosta viajera (Schistocerca gregaria).[19]

Los percebes y, particularmente, los mejillones son abundantes en los acantilados. Gasterópodos como Thais spp. o Murex spp. son frecuentes en las costas.

### Conservación

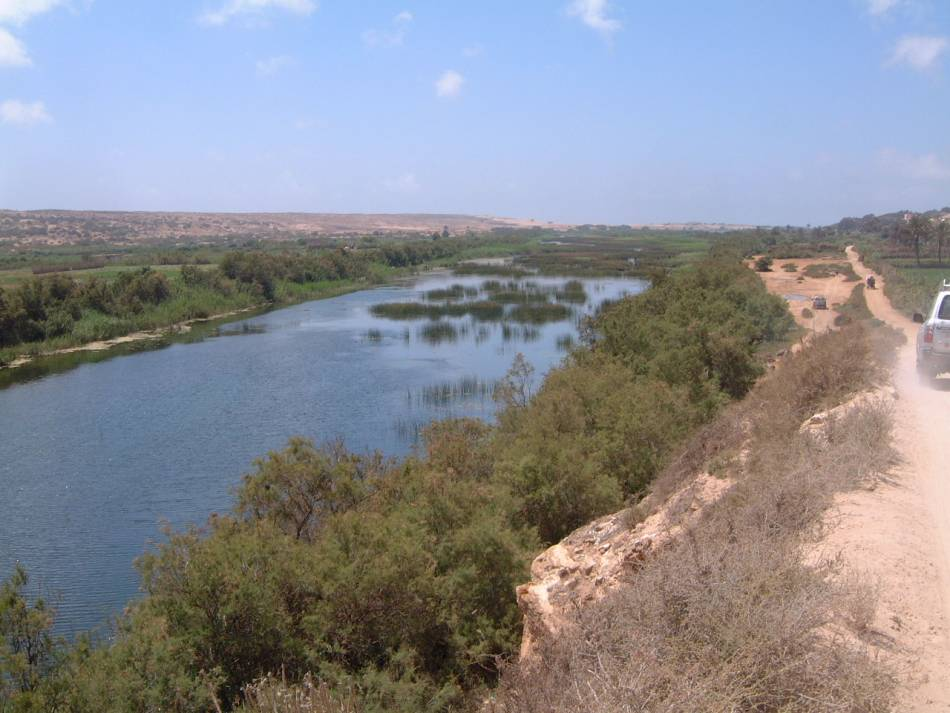
La desembocadura del Massa forma parte del sitio Ramsar

El parque nacional de Souss Massa figura en diversas listas que reconocen su valor para la conservación.
Los dos estuarios se encuentran incluidos en la lista de sitios Ramsar. El área del parque nacional ha sido incluida por BirdLife International en la red de áreas importantes para la conservación de las aves (IBA) MA038. Se encuentra situado en la primera Reserva de la biosfera declarada en Marruecos, la Reserva de la Biosfera Arganeraie.
En los años 1980s se identificó el área que habría de ocupar el parque nacional gracias a un proyecto de la UICN y WWF, con el apoyo de las autoridades y científicos marroquíes. La reserva del estuario del Massa fue la primera zona en ser declarada protegida, concretamente como reserva biológica. Dentro del parque nacional se encuentran una serie de reservas que son propiedad estatal y entre las que destacan la de Rokein y la de Arrouais.
Probablemente el esfuerzo de conservación más importante que se lleva a cabo en el parque nacional de Sus-Masa es el proyecto de conservación del Ibis eremita. Desde los años 1990s, la administración del parque nacional coopera con BirdLife International y diversos socios (AECID, Fundación Príncipe Alberto II de Mónaco, Fundació Territori i Paisatge, entre otros) en la conservación de la especie, principalmente a través de la vigilancia por parte de un grupo de guardas especialmente formados y gracias a la cooperación con la población que beneficia de proyectos de desarrollo sostenible. Gracias a ello, la población incrementa poco a poco sus efectivos, particularmente a partir de una mortalidad de 40 individuos adultos acaecida el 9 de mayo de 1996, por razones desconocidas, pero posiblemente por enfermedad vírica, intoxicación o botulismo. El seguimiento de los individuos ha permitido identificar a la estepa y los barbechos de dos años como los hábitats clave de alimentación.
Además, es muy notable la población de addax (Addax nasomaculatus), de órice cimitarra (Oryx dammah) y de gacela mohor (Gazella dama) que se encuentran en las reservas de Rokein y Arrouais dentro de un proyecto internacional de conservación de la fauna sahariana amenazada. La importancia internacional de este proyecto se ve reflejado en la organización, en 2003, del segundo seminario internacional para la conservación de los antílopes sahelo-saharianos. En un caso parecido se encuentra una población reintroducida de avestruz de cuello rojo (Struthio camelus camelus) y las gacelas dorcas que también han sido objeto de una reintroducción. La traslocación de ejemplares de estas especies a reservas al borde del Sahara ya se ha realizado en alguna ocasión, como en la reserva de Msissi, en la provincia de Errachidia.
En otro orden de cosas, la construcción de una estación depuradora de aguas para la aglomeración urbana de Agadir e Inezganne redujo el aporte de materia orgánica al río Souss con un consiguiente cambio en las poblaciones de invertebrados intermareales.
Uno de los problemas de conservación del parque es la construcción ilegal de viviendas y segundas residencias en los acantilados. En principio se trataba de viviendas tradicionales y estacionales, utilizadas por los pescadores durante cortas temporadas, pero recientemente se ha convertido en un fenómeno de invasión del dominio público marítimo terrestre que destruye, además, el hábitat de reproducción y reposo de varias especies, muy notablemente el ibis eremita. La presión de desarrollo urbanístico podría ser, también, la causa de destrucción de áreas de alimentación de esta especie si no se tienen en consideración los criterios de conservación que deben de predominar en un parque nacional.
En lo que se refiere a cooperación internacional e intercambios, el parque nacional de Sus-Masa ha recibido apoyos técnicos del parque nacional del Teide (Tenerife, España).

## Historia
El área se encuentra poblada desde antiguo, lo que se atestigua por la abundancia de concheros en la costa y numerosas evidencias en la superficie que datan de unos -20 000 años. Pudo tener cierta importancia como centro económico durante la antigüedad y es posible que el pueblo de Massa tuviera origen en un establecimiento fenicio denominado Mélita fundado por Hannón el Navegante en su periplo.
Más tarde, entra en la historia del Islam cuando el conquistador Uqba ibn Nafi llega a sus costas y establece el límite occidental de su expansión en el norte de África.
En el límite meridional del parque nacional se encuentra Aglou, de cuya madrasa de El Ouaggaguia se consolidaría la dinastía almorávide. A lo largo de su historia todo el Sus formaba parte del Tazeroualt que se tuvo períodos de independencia bajo una dinastía de morabitos, particularmente entre los siglos XVI y XIX hasta que, en 1882, el sultán Moulay Hassan I lo sometió y fundó la ciudad de Tiznit para controlar la región. En Agadir se produjo el establecimiento de un puesto portugués en 1519 que sería conquistado en 1541 y que llegaría a ser un puerto de cierta notoriedad durante la independencia del Tazeroualt.

## Patrimonio cultural
Los aduares vecinos de Sidi Rabat y Sidi Wassay cuentan con sendos morabitos (مُرابِط, murābiṭ) de gran interés cultural y que protagonizan sendas peregrinaciones o musem (الموسم, musim). En el de Sidi Rabat se solía besar la piedra del hombro de Sidi el Ghaziz, como rito de fertilidad.
Dice una leyenda que fue en las playas solitarias de Massa donde la ballena devolvió a Jonás a tierra; de hecho, Hajarat Younès, una roca vecina a sidi Wassay es considerada por la población como el lugar en el que se sentó Jonás tras estos sucesos. Probablemente la abundancia de ballenas varadas en el pasado hizo que naciera esta leyenda. Al parecer, se conservaron durante generaciones los restos de una ballena y, una vez desaparecidos, el mito se traspasó a la roca. La descendencia del profeta Jonás se encontraría todavía representada en los Ait Younès que habitan en la región.
También fue este, histórica y simbólicamente, el lugar donde Uqba ibn Nafi, conquistador del Magreb en el siglo VII, se introdujo en el océano con su caballo y puso a Allah como testigo de que no quedaban tierras por conquistar más al oeste y que sólo el mar le impedía continuar.
Existe, por último, la creencia de que el Mahdi se manifestará en Massa.

## Desarrollo sostenible

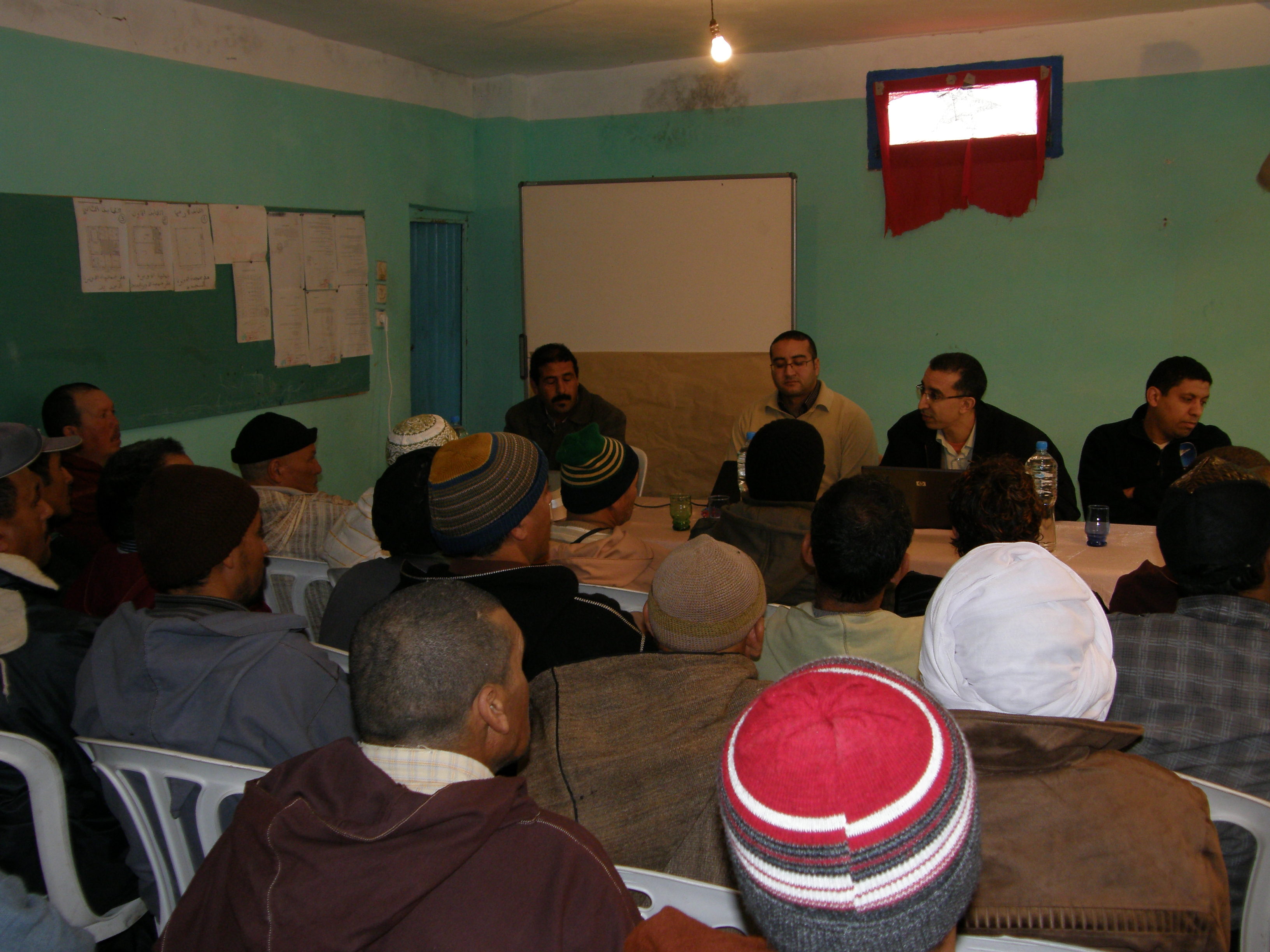
Formación de pescadores para el desarrollo de una cooperativa, en el marco de un proyecto financiado por la AECID.

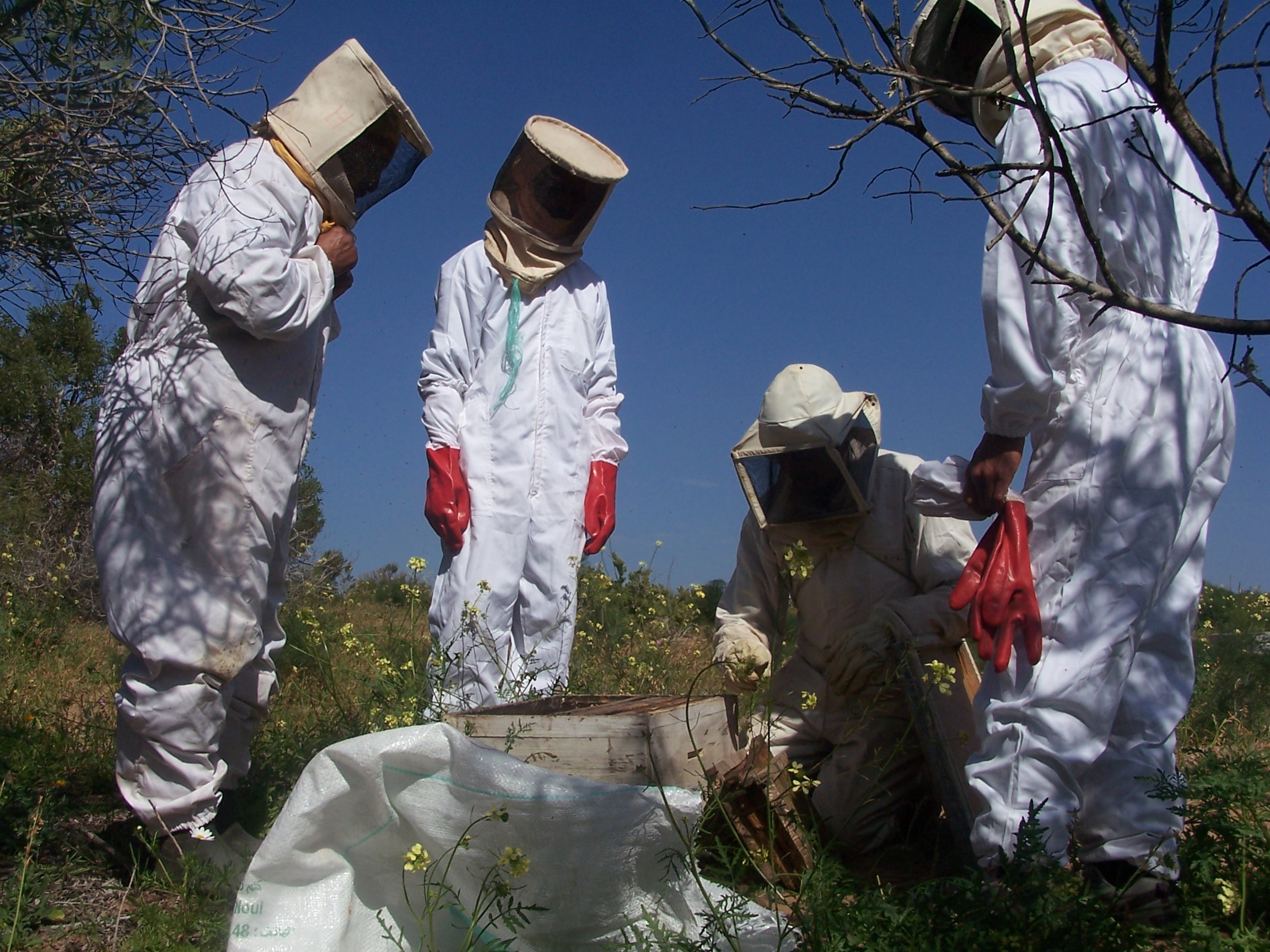
Apicultores en el parque nacional de Sus-Masa.

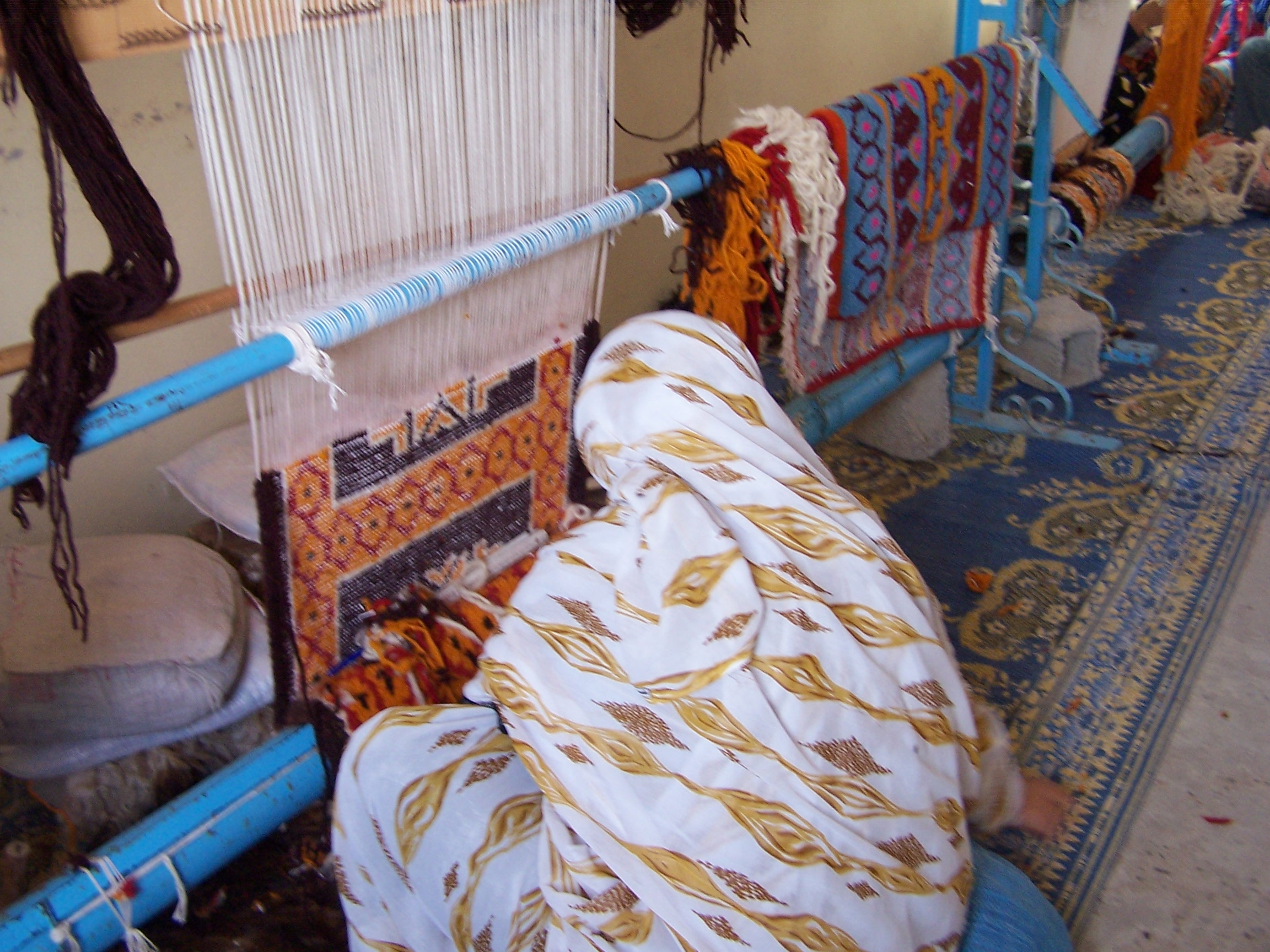
Telares tradicionales en una asociación femenina en el parque.

Desde la creación del parque nacional, se han llevado a cabo diversos proyectos de desarrollo sostenible en beneficio de la población local. Esta tiene unas limitaciones económicas considerables debido a las condiciones ambientales que sólo permiten una economía de subsistencia. La dirección del parque nacional ha buscado asociarse a varias agencias de desarrollo y organizaciones no gubernamentales, entre las que destaca SEO/BirdLife.
Esta ONGD de carácter medioambiental ha favorecido la obtención de fondos de diversas fundaciones pero, de modo muy particular, de la AECID y de la Cooperación Canaria para la realización de proyectos en beneficio de la población local, particularmente favoreciendo el asociacionismo y la autonomía económica, con una fuerte apuesta a fomentar social y económicamente a las mujeres. La GTZ también ha tenido y tiene un papel relevante en la cooperación en el parque nacional. La diversificación de las fuentes de ingresos se ha considerado primordial para crear una economía más adaptable y el fomento del asociacionismo y del cooperativismo son formas de empoderamiento de la población local y fomento de la gobernanza.
Así, se han llevado a cabo proyectos de alfabetización y capacitación para mujeres así como formación y comercialización de la artesanía por ellas elaborada. Se han realizado también infraestructuras que permitan una manipulación y procesado de los mejillones que se recogen localmente de modo que mejoren su calidad y se revaloricen como producto. También se ha favorecido el ecoturismo en beneficio de la población.
Asimismo, se ha contribuido a la creación de cooperativas de pescadores y a facilitar el acceso a la cadena del frío y a unas condiciones de trabajo más seguras, mediante la adecuación de los puntos de desembarque. Una actividad que se ha potenciado de forma muy exitosa es la apicultura que ocupa actualmente a varias cooperativas locales.
Varios de estos productos y servicios potenciales pueden beneficiar de una certificación de denominación de origen, de apelaciones de producción biológica o de los beneficios del comercio justo.

## Ecoturismo
El parque nacional de Sus-Masa se encuentra a la cabeza de los destinos de turismo ornitológico en Marruecos, gracias a la posibilidad de observar los ibis eremitas pero también gracias a la abundante ornitofauna vinculada a las desembocaduras de los ríos Souss y Massa.
Dentro de las acciones que se fomentan en el parque nacional, una de las más importantes es el ecoturismo. Esta actividad se centra fundamentalmente en la desembocadura del río Massa en la que se concentran valores naturales y culturales. La gran cantidad de aves acuáticas y limícolas invernantes es sin duda uno de los mayores atractivos, pero también es posible la observación del ibis eremita y de multitud de especies residentes de aves, así como de varios mamíferos. Existe un servicio de guías ornitológicos y la posibilidad de realizar recorridos en asnos, todo ello en beneficio de los habitantes locales. En la desembocadura del río Souss también existe un itinerario equipado con plataformas de observación.
Existe el proyecto de realizar otras actividades de disfrute de la naturaleza, como la visita a las dos reservas en las que existen poblaciones de megafauna sahariana, constituyendo uno de los pocos enclaves donde se pueden ver estas especies en un entorno natural.
Como se ha mencionado, el patrimonio cultural del parque es notable y genera un número importante de visitantes, sobre todo durante los musems, principalmente entre los habitantes de la región y emigrados a las grandes ciudades y extranjero. Este patrimonio, material e inmaterial es también un importante atractivo ecoturístico.

## Educación ambiental
El parque sirve de plataforma para la educación ambiental de los escolares de la región. Cada año, del orden de 1500 alumnos benefician de visitas acompañadas por personal especializado. La coincidencia de unos valores elevados de biodiversidad al lado de una aglomeración urbana importante da la oportunidad de desarrollar un gran número de temas curriculares: conservación de la naturaleza, gestión de residuos, ecología, migración animal, etc. Existen para este fin varios circuitos destinados a las escuelas para el que se ha publicado material didáctico y se realizan formaciones destinadas al profesorado.